# Dwójłomność

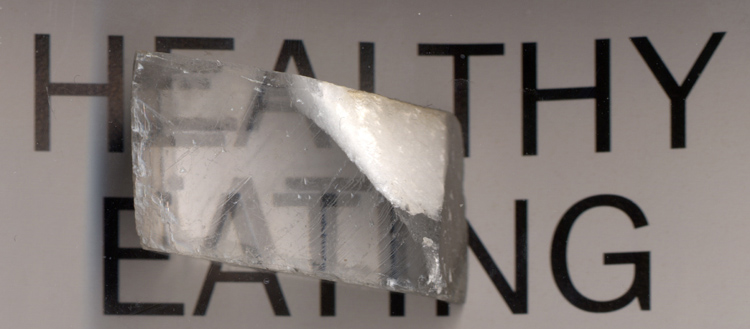
„Podwójny” obraz widziany przez dwójłomny kryształ kalcytu

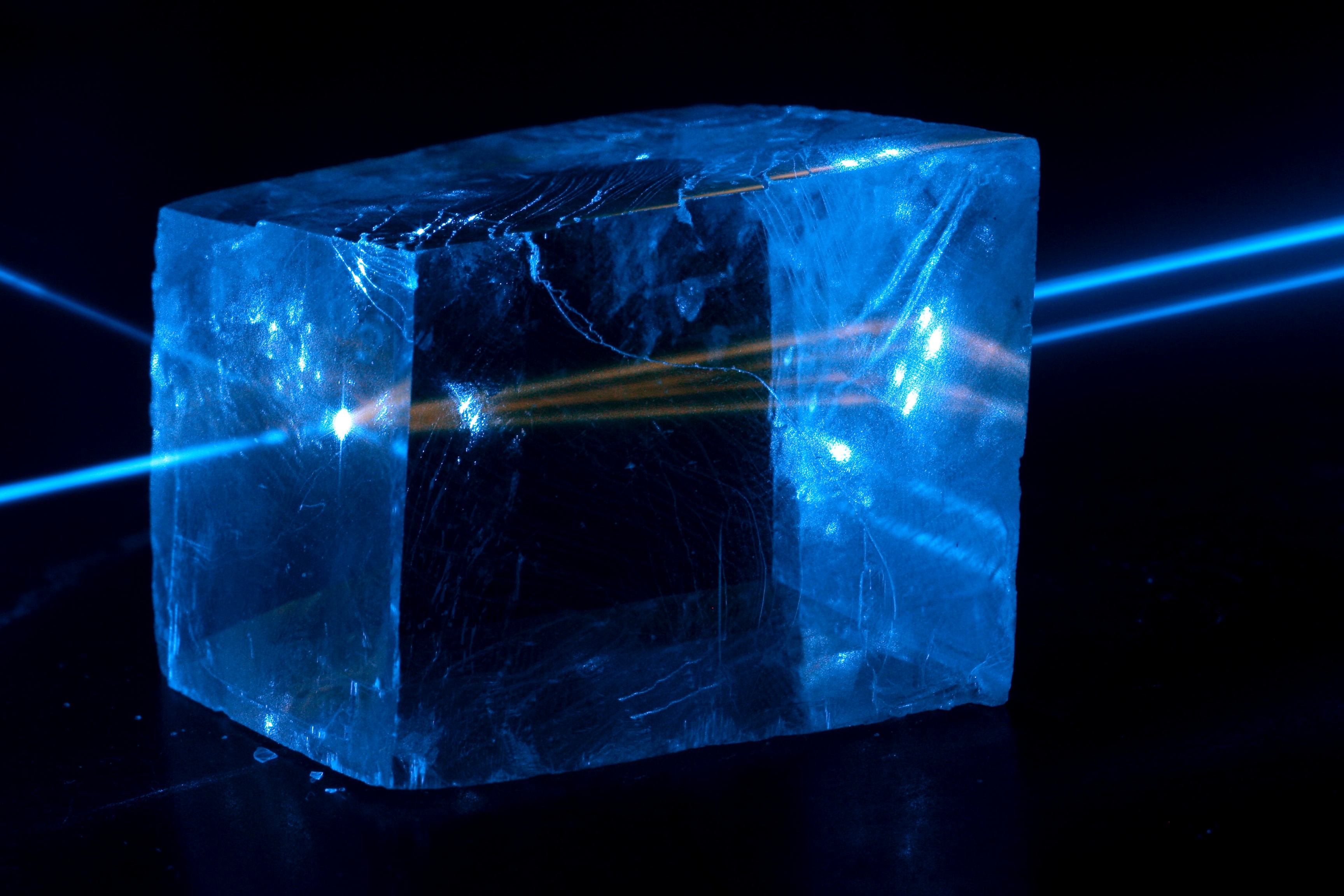
Zjawisko fluorescencji oraz dwójłomności w krysztale kalcytu, oświetlonego niebieskim laserem o długości fali 445 nm

Dwójłomność – zdolność ośrodków optycznych do podwójnego załamywania światła (rozdwojenia promienia świetlnego). Substancje, dla których zjawisko zachodzi, nazywamy substancjami dwójłomnymi.
Zjawisko dwójłomności odkrył w 1669 roku Rasmus Bartholin, a wyjaśnił Augustin J. Fresnel w pierwszej połowie XIX wieku. Dwójłomność wykazuje wiele substancji krystalicznych, niemal wszystkie ciekłe kryształy (poza tzw. fazą błękitną (ang. blue phase)). Przykładami substancji dwójłomnych mogą być kryształy rutylu i kalcytu.
Miarą dwójłomności jest różnica między współczynnikiem załamania promienia nadzwyczajnego {\displaystyle n_{e}} a współczynnikiem załamania promienia zwyczajnego {\displaystyle n_{o}{:}}
{\displaystyle \Delta n=n_{e}-n_{o}}

## Wyjaśnienie

Schemat 1. Rozdzielenie się promienia padającego prostopadle na powierzchnię dwójłomnego, jednoosiowego kryształu

Schemat 2. Zasada działania płytek ćwierć- i półfalowych. Oś optyczna kryształu skierowana jest równolegle do powierzchni kryształu. Promień pada prostopadle do tej powierzchni. Po wejściu do kryształu, składowe promieniowania o różnych polaryzacjach rozchodzą się w nim z różnymi prędkościami, ale po tej samej drodze. Następuje więc przesunięcie jednej polaryzacji względem drugiej.

Schemat 3. Wyjaśnienie podwójnego załamania za pomocą zasady Huygensa. Należy zauważyć, że jest to przypadek szczególny – promień nadzwyczajny leży w płaszczyźnie padania.

Zjawisko to wynika z faktu, że substancja jest anizotropowa, co oznacza, że współczynniki przenikalności elektrycznej ε i wynikająca z niego prędkość światła, a co za tym idzie współczynnik załamania światła, w krysztale zależy od kierunku drgań pola elektrycznego fali elektromagnetycznej (polaryzacji fali).
W krysztale takim istnieje oś optyczna. Jest to kierunek, w którym biegnące światło nie rozdziela się na dwa promienie, ponieważ prędkość światła poruszającego się w tym kierunku nie zależy od kierunku polaryzacji. Kierunek tej osi nie zależy od kształtu kryształu. Istnieją kryształy jedno- i dwuosiowe.
Wprowadza się pojęcie: płaszczyzna główna kryształu. Jest to płaszczyzna przechodząca przez dany promień światła i przecinającą go oś optyczną. Innymi słowy jest to płaszczyzna wyznaczona przez dwie proste – zawierającą promień światła oraz oś optyczną. Na schematach jest to płaszczyzna rysunku.
Układ krystalograficzny determinuje optyczne własności substancji. Kryształy trygonalne, tetragonalne i heksagonalne są optycznie jednoosiowe. Kryształy trójskośne, jednoskośne i rombowe są optycznie dwuosiowe. Dla układu regularnego kryształ jest optycznie izotropowy, prędkość fal we wszystkich kierunkach w krysztale jest jednakowa.

### Przyczyny mikroskopowe
Istnienie dwójłomności (osi optycznej) w krysztale wynika z jednakowego kierunku ustawienia jego anizotropowych cząsteczek. Cząsteczki takiego kryształu mają zazwyczaj wydłużony kształt i ułożone są regularnie. Oś optyczna jest kierunkiem osi symetrii tych cząsteczek.
Zjawisko dwójłomności może się także pojawić pod wpływem czynników zewnętrznych jak:
- pole elektryczne (elektrooptyczne zjawisko Kerra), w tym również pole elektryczne samych fotonów (optyczne zjawisko Kerra;
- pole magnetyczne (zjawisko Faradaya, zjawisko Cottona-Moutona).

Wynika to z faktu, że anizotropowe cząsteczki nie są ułożone regularnie, ale mogą posiadać ładunki na swoich końcach (są dipolami), wtedy pod wpływem zewnętrznego pola elektrycznego układają się tak, aby ich momenty dipolowe były równolegle do niego. Zjawisko to wykorzystywane jest w ekranach LCD. Nieuszeregowane cząsteczki mogą być także uporządkowane pod wpływem ściskania lub rozciągania materiału (tak jak pozwijane nitki prostują się, kiedy są rozciągane).

### Promień zwyczajny i nadzwyczajny
W krysztale jednoosiowym podczas załamania promień wchodzący do kryształu rozdziela się na dwa. Jeden z nich to promień zwyczajny, spełnia on prawo Snelliusa, leży w płaszczyźnie padania, oznaczany jest symbolem {\displaystyle o} (ang. ordinary). Dla tego promienia kierunek drgań pola elektrycznego jest prostopadły do jego płaszczyzny głównej.
Drugi promień to promień nadzwyczajny. Nazywa się go tak, bo w ogólności nie spełnia on prawa Snelliusa, oznacza się go przez {\displaystyle e} (fr. extraordinaire). Promień ten nie musi leżeć w płaszczyźnie padania. Co więcej – może się załamać nawet wówczas, gdy promień pada prostopadle do powierzchni kryształu. To w jaki sposób zmieni on kierunek przy takim padaniu, zależy od kierunku osi optycznej w krysztale. Nie załamie się, jeśli oś optyczna jest prostopadła lub równoległa do powierzchni, na którą pada promień. Dla promienia nadzwyczajnego kierunek drgań pola elektrycznego jest równoległy do jego płaszczyzny głównej. Warto zauważyć, że ponieważ płaszczyzny główne obu promieni mogą być inne, polaryzacje obu promieni nie muszą być do siebie prostopadłe.
W krysztale dwuosiowym oba promienie zachowują się jak promienie nadzwyczajne.

### Zasada Huygensa a dwójłomność
Zasada Huygensa jest spełniona w krysztale dwójłomnym jednoosiowym, z tym, że dla promieni nadzwyczajnych punkty nie emitują fal kulistych, ale fale elipsoidalne. Jest to elipsoida z osią symetrii wyznaczoną przez oś optyczną przechodzącą przez emitujący punkt. Wynika to z faktu, że prędkość promienia nadzwyczajnego jest różna w różnych kierunkach. Dla promienia zwyczajnego jest taka sama we wszystkich kierunkach, emitowana jest więc fala kulista. Jeśli prędkość światła promienia nadzwyczajnego wzdłuż prostej prostopadłej do osi optycznej jest mniejsza od prędkości światła promienia zwyczajnego, to kryształ taki nazywa się optycznie dodatnim. Widać, że wtedy współczynniki załamania promienia nadzwyczajnego spełniają warunek: {\displaystyle n_{e}} jest większy od współczynnika promienia zwyczajnego {\displaystyle n_{o}.} Jeśli ta prędkość jest większa, kryształ jest optycznie ujemny, a {\displaystyle n_{e}} jest nie większe niż {\displaystyle n_{o}.}
Dzięki zasadzie Huygensa widać też, dlaczego prawo Snelliusa nie jest spełnione dla promienia nadzwyczajnego i dlaczego promień może się załamać, padając prostopadle na powierzchnię kryształu.
Dla kryształu dwuosiowego emitowane są elipsoidy o trzech różnych osiach, dla których podaje się trzy różne współczynnik załamania (dwa wzdłuż obu osi i jeden dla kierunku prostopadłego do nich).

### Oznaczenia użyte w schematach
- Najcieńsza linia wskazuje kierunek osi optycznej kryształu.
- Kropki i kreski symbolizują kierunek polaryzacji fali elektromagnetycznej, kropki to polaryzacja prostopadła do powierzchni rysunku, a kreski to polaryzacja równoległa.
- Linie przerywane symbolizują czoło fali.
- Okręgi i elipsy to przykładowe fale cząstkowe narysowane, aby ukazać działanie zasady Huygensa.

### Wyprowadzenie z równań Maxwella
Najogólniej dwójłomność można określić przyjmując, że współczynnik przenikalności elektrycznej i współczynnik załamania światła są tensorami.
Bazą są tu wektory własne, co nie zmniejsza ogólności równań
{\displaystyle \mathbf {\varepsilon } ={\begin{bmatrix}n_{x}^{2}&0&0\\0&n_{y}^{2}&0\\0&0&n_{z}^{2}\end{bmatrix}}.}   (1)
Rozważmy rozchodzenie się w takim ośrodku fali płaskiej:
{\displaystyle \mathbf {E=E_{0}} \exp i(\mathbf {k\cdot r} -\omega t),}   (2)
gdzie {\displaystyle \mathbf {r} } promień wektora wodzącego, a {\displaystyle t} to czas. Wtedy wektor falowy {\displaystyle \mathbf {k} } i pulsacja fali {\displaystyle \omega ,} muszą spełnić równania Maxwella
{\displaystyle -\nabla \times \nabla \times \mathbf {E} ={\frac {1}{c^{2}}}\mathbf {\varepsilon } \cdot {\frac {\partial ^{2}\mathbf {E} }{\partial t^{2}}},}   (3a)
{\displaystyle \nabla \cdot \mathbf {\varepsilon } \cdot \mathbf {E} =0,}   (3b)
gdzie {\displaystyle c} to prędkość światła w próżni. Podstawienie równania (2) do 3a-b prowadzi do następujących warunków:
{\displaystyle |\mathbf {k} |^{2}\mathbf {E_{0}} -\mathbf {(k\cdot E_{0})k} ={\frac {\omega ^{2}}{c^{2}}}\mathbf {\varepsilon } \cdot \mathbf {E_{0}} ,}   (4a)
{\displaystyle \mathbf {k} \cdot \mathbf {\varepsilon } \cdot \mathbf {E_{0}} =0.}   (4b)
Aby znaleźć dozwolone wartości {\displaystyle \mathbf {k} ,} podstawiamy {\displaystyle \varepsilon } i rozpisujemy wektory {\displaystyle \mathbf {E_{0}} } i {\displaystyle \mathbf {k} } w bazie {\displaystyle \varepsilon {:}}
{\displaystyle \mathbf {E_{0}} =(E_{x},E_{y},E_{z}),}
{\displaystyle \mathbf {k} =(k_{x},k_{y},k_{z}).}
Wtedy równanie 4a rozkłada się na układ równań:
{\displaystyle \left(-k_{y}^{2}-k_{z}^{2}+{\frac {\omega ^{2}n_{x}^{2}}{c^{2}}}\right)E_{x}+k_{x}k_{y}E_{y}+k_{x}k_{z}E_{z}=0,}   (5a)
{\displaystyle k_{x}k_{y}E_{x}+\left(-k_{x}^{2}-k_{z}^{2}+{\frac {\omega ^{2}n_{y}^{2}}{c^{2}}}\right)E_{y}+k_{y}k_{z}E_{z}=0,}   (5b)
{\displaystyle k_{x}k_{z}E_{x}+k_{y}k_{z}E_{y}+\left(-k_{x}^{2}-k_{y}^{2}+{\frac {\omega ^{2}n_{z}^{2}}{c^{2}}}\right)E_{z}=0.}   (5c)
Będzie on miał rozwiązanie jeśli wyznacznik macierzy będzie równy zero:
{\displaystyle \det {\begin{bmatrix}\left(-k_{y}^{2}-k_{z}^{2}+{\frac {\omega ^{2}n_{x}^{2}}{c^{2}}}\right)&k_{x}k_{y}&k_{x}k_{z}\\k_{x}k_{y}&\left(-k_{x}^{2}-k_{z}^{2}+{\frac {\omega ^{2}n_{y}^{2}}{c^{2}}}\right)&k_{y}k_{z}\\k_{x}k_{z}&k_{y}k_{z}&\left(-k_{x}^{2}-k_{y}^{2}+{\frac {\omega ^{2}n_{z}^{2}}{c^{2}}}\right)\end{bmatrix}}=0.}   (6)
Po przekształceniu:
{\displaystyle {\frac {\omega ^{4}}{c^{4}}}+{\frac {\omega ^{2}}{c^{2}}}\left({\frac {k_{x}^{2}+k_{y}^{2}}{n_{z}^{2}}}+{\frac {k_{x}^{2}+k_{z}^{2}}{n_{y}^{2}}}+{\frac {k_{y}^{2}+k_{z}^{2}}{n_{x}^{2}}}\right)+\left({\frac {k_{x}^{2}}{n_{y}^{2}n_{z}^{2}}}+{\frac {k_{y}^{2}}{n_{x}^{2}n_{z}^{2}}}+{\frac {k_{z}^{2}}{n_{x}^{2}n_{y}^{2}}}\right)(k_{x}^{2}+k_{y}^{2}+k_{z}^{2})=0.}   (7)
Dla kryształów jednoosiowych, gdzie {\displaystyle n_{x}=n_{y}=n_{o}} i {\displaystyle n_{z}=n_{e},} można to równania przekształcić do:
{\displaystyle \left({\frac {k_{x}^{2}}{n_{o}^{2}}}+{\frac {k_{y}^{2}}{n_{o}^{2}}}+{\frac {k_{z}^{2}}{n_{o}^{2}}}-{\frac {\omega ^{2}}{c^{2}}}\right)\left({\frac {k_{x}^{2}}{n_{e}^{2}}}+{\frac {k_{y}^{2}}{n_{e}^{2}}}+{\frac {k_{z}^{2}}{n_{o}^{2}}}-{\frac {\omega ^{2}}{c^{2}}}\right)=0.}   (8)
Pierwsza część równania definiuje sferę – tak rozchodzi się promień normalny, druga część to elipsoida – tak rozchodzi się promień nadzwyczajny.
Dla substancji dwuosiowych równanie (7) nie może być przekształcone w taki sposób i opisuje bardziej skomplikowaną parę powierzchni.

## Przykłady substancji dwójłomnych
Dane dla światła o długości fali około 590 nm (okolice światła żółtego),
| Substancja jednoosiowa          | no    | ne    | Δn     |
| beryl                           | 1,602 | 1,557 | -0,045 |
| kalcyt CaCO3                    | 1,658 | 1,486 | -0,172 |
| kalomel Hg2Cl2                  | 1,973 | 2,656 | +0,683 |
| lód H2O                         | 1,309 | 1,313 | +0,014 |
| niobian litu LiNbO3             | 2,272 | 2,187 | -0,085 |
| fluorek magnezu MgF2            | 1,380 | 1,385 | +0,006 |
| kwarc SiO2                      | 1,544 | 1,553 | +0,009 |
| rubin Al2O3                     | 1,770 | 1,762 | -0,008 |
| rutyl TiO2                      | 2,616 | 2,903 | +0,287 |
| perydot                         | 1,690 | 1,654 | -0,036 |
| szafir Al2O3                    | 1,768 | 1,760 | -0,008 |
| azotan sodu NaNO3               | 1,587 | 1,336 | -0,251 |
| turmalin                        | 1,669 | 1,638 | -0,031 |
| cyrkon (wsp. maksymalny) ZrSiO4 | 1,960 | 2,015 | +0,055 |
| cyrkon (wsp. minimalny) ZrSiO4  | 1,920 | 1,967 | +0,047 |

| Substancja dwuosiowa  | {\displaystyle n_{\alpha }} | {\displaystyle n_{\beta }} | {\displaystyle n_{\gamma }} |
| boraks                | 1,447                       | 1,469                      | 1,472                       |
| sól gorzka MgSO4·7H2O | 1,433                       | 1,455                      | 1,461                       |
| mika, biotyt          | 1,595                       | 1,640                      | 1,640                       |
| mika, muskowit        | 1,563                       | 1,596                      | 1,601                       |
| oliwin (Mg, Fe)2SiO   | 1,640                       | 1,660                      | 1,680                       |
| perowskit CaTiO3      | 2,300                       | 2,340                      | 2,380                       |
| topaz                 | 1,618                       | 1,620                      | 1,627                       |
| uleksyt               | 1,490                       | 1,510                      | 1,520                       |

## Zastosowanie
Zjawisko znajduje zastosowanie w produkcji materiałów polaryzujących (np. pryzmatu Nicola), między innymi półfalówek, ćwierćfalówek i ekranów LCD. Dwójłomność odgrywa także dużą rolę w optyce nieliniowej (może być wywołana poprzez duże natężenie światła).
Szczególne miejsce zajmują dwójłomne światłowody, zarówno klasyczne jak fotoniczne. Spośród klasycznych najczęściej stosuje się włókna z eliptycznym płaszczem lub rdzeniem oraz światłowody typu PANDA lub Bow-tie. W przypadku światłowodów fotonicznych (HB-PCF) Photonic crystal fiber najczęściej anizotropię optyczną uzyskuje się przez odpowiednią konstrukcję komórki podstawowej płaszcza fotonicznego, dobór kształtu rdzenia oraz kształtu włókna. Światłowody o własnościach polaryzacyjnych stosowane są w czujnikach naprężeń, skrętu, ciśnienia i temperatury. Dobrym przykładem może być zawierający odcinek światłowodu dwójłomnego interferometr Sagnaca wykorzystywany zarówno w telekomunikacji, jak i w sensoryce światłowodowej [6].
Dwójłomność minerałów ma zasadniczy wpływ (obok grubości preparatu) na ich barwy interferencyjne obserwowane w tzw. płytkach cienkich (preparatach mikroskopowych o grubości 0,02 mm, wykorzystywanych przez geologów i petrologów). Określenie rodzaju barw interferencyjnych i dwójłomności umożliwia identyfikację minerałów w płytkach cienkich .